# Campionat del món de ciclisme en pista de 1953
El Campionat Mundial de Ciclisme en Pista de 1953 es va celebrar a Zúric (Suïssa) del 21 al 26 d'agost de 1953.
Les competicions es van celebrar al Oerlikon Velodrome de Zúric. En total es va competir en 5 disciplines, 3 de professionals i 2 d'amateurs.

## Resultats

### Masculí

#### Professional
| Prova                 | Or                             | Argent                         | Bronze                       |
| Velocitat individual  | Arie van Vliet · Països Baixos | Enzo Sacchi · Itàlia           | Reginald Harris · Regne Unit |
| Persecució individual | Sydney Patterson · Austràlia   | Kay-Werner Nielsen · Dinamarca | Antonio Bevilacqua · Itàlia  |
| Darrere moto          | Adolph Verschueren · Bèlgica   | Roger Queugnet · França        | Henri Lemoine · França       |

#### Amateur
| Prova                 | Or                        | Argent                    | Bronze                          |
| Velocitat individual  | Marino Morettini · Itàlia | Cesare Pinarello · Itàlia | Werner Potzernheim · RFA        |
| Persecució individual | Guido Messina · Itàlia    | Loris Campana · Itàlia    | Daniel de Groot · Països Baixos |

## Medaller
| Pos. | País          | Or | Plata | Bronze | Total |
| 1    | Itàlia        | 2  | 3     | 1      | 6     |
| 2    | Països Baixos | 1  | 0     | 1      | 2     |
| 4    | Austràlia     | 1  | 0     | 0      | 1     |
| -    | Bèlgica       | 1  | 0     | 0      | 1     |
| 6    | França        | 0  | 1     | 1      | 2     |
| 7    | Dinamarca     | 0  | 1     | 0      | 1     |
| 8    | RFA           | 0  | 0     | 1      | 1     |
| -    | Regne Unit    | 0  | 0     | 1      | 1     |